# Drepanosticta aries
Drepanosticta aries – gatunek ważki z rodziny Platystictidae.